# Don Rodrigo (ópera)

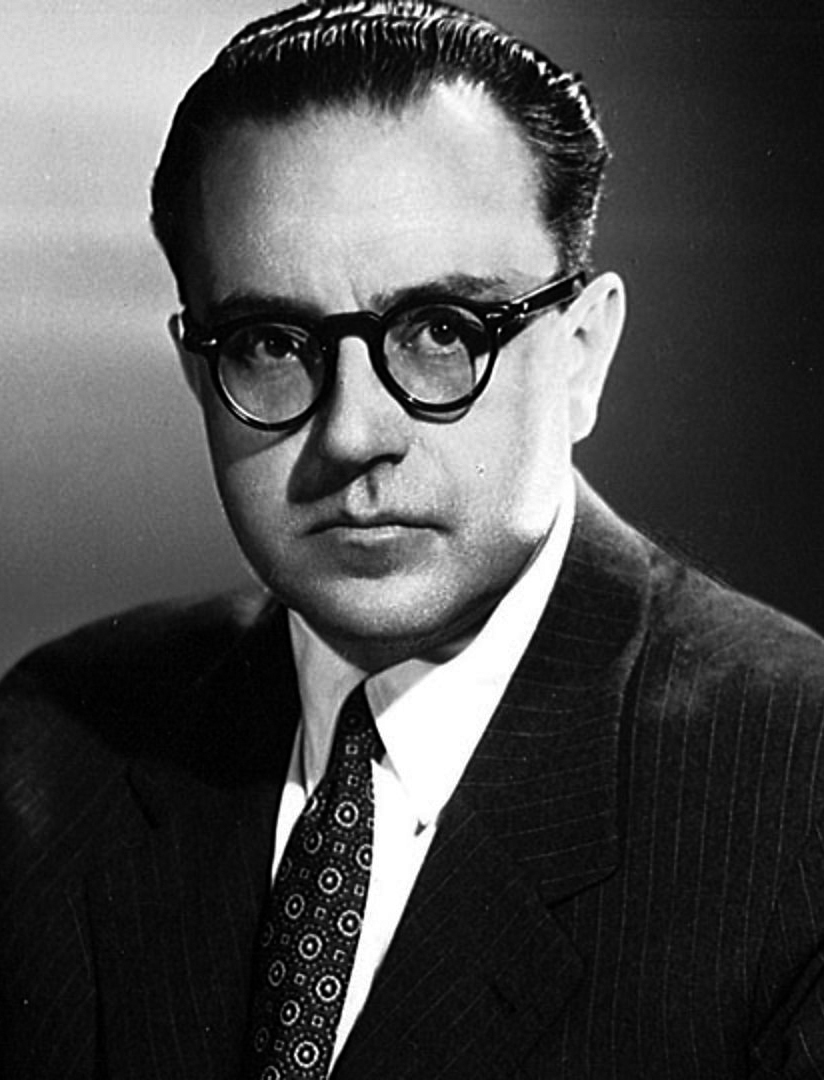
Retrato de Alberto Ginastera

Don Rodrigo es una ópera en tres actos de Alberto Ginastera, la primera ópera del compositor, de un libreto español original de Alejandro Casona.  Ginastera Compuso la ópera por comisión de la Municipalidad de la Ciudad de Buenos Aires, Argentina. La primera representación fue en el Teatro Colón, Buenos Aires, Argentina el 24 de julio de 1964 con Carlo Cossutta en el rol del título. La producción estuvo dirigida por Jorge Petraglia y dirigida por Bruno Bartoletti.
El 22 de febrero de 1966, Plácido Domingo tuvo su ascenso internacional por cantar el rol del título de esta ópera en la premier en EE.UU por la Ópera de Ciudad de la Nueva York. Otros miembros del reparto incluyeron a Jeannine Crader como Florinda, Spiro Malas como Teudiselo, el tutor del rey, y David Clatworthy como Don Julian, el padre de Florinda. Julius Rudel dirigió, y la ópera recibió 9 representaciones en Ópera de Ciudad de la Nueva York. Un año más tarde, la producción fue también representada, con Plácido Domingo, en el tour del Dorothy Chandler Pavilion en Los Ángeles.  Ginastera compuso de la ópera un concierto para soprano y orquesta, el cual recibió su primera representación en octubre de 1964.
Malena Kuss ha publicado un estudio detallado de los usos de Ginastera de motivos y de modismos musicales argentinos en la ópera. Pola Suárez Urtubey ha publicado un análisis de la estructura dramática de la ópera.

## Roles
- Don Rodrigo, Rey de España (tenor)
- Don Julián, Gobernador de Ceuta	(barítono)
- Florinda, hija de Don Julián (soprano)
- Teudiseld, el tutor de Don Rodrigo (bajo)
- Fortuna, criada de Florinda (mezzo-soprano)
- Primera doncella (soprano)
- Segunda doncella	(mezzo-soprano)
- Obispo (barítono)
- Ermitaño ciego (barítono)
- Primer paje (tenor)
- Segundo paje (barítono)
- Primer herrero (tenor)
- Segundo herrero (barítono)
- Primer mensajero (tenor)
- Segundo mensajero (barítono)
- Joven mensajero (contralto)
- Voz en el sueño (bajo)
- Niño campesino (niño)
- Niña campesina (niño)

## Sinopsis
La ambientación es en Toledo, España en el siglo VIII. Don Rodrigo es el último rey visigodo de España.  Los tres actos de la ópera están divididos en nueve escenas enlazadas por interludios, con etiquetado de las escenas como sigue:
Acto I
- Escena 1: Victoria
- Escena 2: Coronación
- Escena 3: Secreto

Acto II
- Escena 4: Amor
- Escena 5: Ultraje
- Escena 6: Mensaje

Acto III
- Escena 7: Sueño
- Escena 8: Batalla
- Escena 9: Milagro

Las escenas se reflejan entre sí en un formato parecido a un palíndromo dramático, la Escena 1 se refleja en la Escena 9, la Escena 2 reflejada en la Escena 8, etcétera, con Escena 5 formando el clímax dramático y fulcro de la historia.
La acción comienza inmediatamente después de que don Rodrigo vengue un ataque contra su padre. Entonces está a punto de ser coronado Rey de España.  Don Julián, Gobernador de Ceuta en África, presenta al Rey a su hija Florinda. Rodrigo promete Don Julián que va a cuidar de ella como una hija si se le permite permanecer en la corte real.  En la coronación de Rodrigo, Florinda deja caer la corona. Aunque algunos consideran este accidente como una señal funesta, Rodrigo recoge la corona y la coloca sobre su propia cabeza. Históricamente, un cofre cerrado en la Bóveda de Hércules contiene un misterio, y todos los reyes de España lo han respetado desde tiempos ancestrales. Aun así, Rodrigo abre el cofre cerrado, donde ve el secreto en la forma de una bandera árabe y una maldición. La maldición declara que quien abra el cofre será el último de su dinastía y que los árabes esclavizarán España.
Más tarde, mientras Florinda se baña en una fuente, Rodrigo la descubre y la ve desnuda por lo que se enciende su deseo por ella, de manera que   por la noche va a su alcoba y la viola, tras de lo cual la abandona. Florinda escribe a su padre,  pidiendo furiosamente venganza contra Rodrigo.
Don Julián promueve una rebelión en contra de don Rodrigo y lo vence en la batalla de Guadalete. Don Rodrigo permite entonces la entrada de los árabes en España, con lo que se cumple parte de la maldición.  Rodrigo se convierte en un vagabundo sin dinero, y, finalmente, encuentra refugio en casa de un ermitaño ciego,  donde Florinda finalmente lo descubre. Rodrigo confiesa sus pecados y muere en brazos de Florinda.